# Переходный возраст (телесериал)
«Переходный возраст» (англ. Life as We Know It, рус. Жизнь, какой мы её знаем) — телевизионный сериал в жанре подростковой драмы про учеников старшей школы, выходивший на канале ABC в 2004—2005 годах. В России сериал транслировался телеканалом MTV в 2005—2006 годах. Сериал снят по роману английского писателя Мелвина Бёрджесса «Делай это». Некоторые сцены снимались с использованием приёма «разрушения четвёртой стены». Во вступительной заставке звучит песня Майкла Толчера «Sooner or later».

## Сюжет
Сериал рассказывает нам о трёх учениках старшей школы Вудро Вилсона в Сиэтле — Дино, Бене, Джонатане и их подругах, которые разговаривают о сексе, думают о сексе и занимаются сексом. Дино Уитман, игрок школьной хоккейной команды, тяжело переживает измену своей матери и разрыв родителей. А ещё у него непростые отношения с Джеки Бредфорд, участницей школьной футбольной команды и дочерью отца-алкоголика. Бен тайно влюблён в свою преподавательницу мисс Янг, о чём не может рассказать даже друзьям. Всё усложняется ещё больше, когда ему приходится играть в школьной пьесе «Ромео и Джульетта» со Сью Миллер, подругой Джеки и Дебры. А Джонатан стесняется своих отношений с Деброй, потому что боится насмешек друзей из-за её полной фигуры.

## Персонажи

### Постоянные персонажи
- Шон Фэрис в роли Дино Уитмана — главного героя и звёздного игрока школьной хоккейной команды.
- Джон Фостер в роли Бена Коннора — одного из лучших друзей Дино, влюблённого в свою учительницу мисс Янг.
- Крис Лоуэлл в роли Джонатана Филда — стеснительного школьного фотографа и одного из лучших друзей Дино.
- Мелисса Перегрим в роли Джеки Бредфорд — девушки Дино и лучшей подруги Сью и Дебры.
- Джессика Лукас в роли Сью Миллер — лучшей подруги Джеки и Дебры и девушки Бена, которая очень хочет поступить в Принстон.
- Келли Осборн в роли Дебры Тинан — подруги и девушки Джонатана и подруги Джеки и Сью.
- Маргерит Моро в роли Моники Янг — преподавательницы, у которой был роман с Беном, одним из её учеников.
- Лиза Дарр в роли Анны Уитман — матери Дино, у которой был роман с тренером Дино по хоккею.
- Даниэль Бернард Суини в роли Майкла Уитмана — отца Дино, который ушел от матери Дино из-за её романа на стороне.

### Некоторые второстепенные персонажи
- Сара Стрейндж в роли матери Дебры.
- Мартин Камминс[англ.] в роли Дэйва Скотта — тренера Дино по хоккею, у которого был роман с матерью Дино Анной.
- Джессика Хармон в роли Зои.
- Доннелли Роудс в роли мистера Шеффера, директора старшей школы Вудро Вильсона.
- Ивэн Смит в роли младшего брата Дино Макса Уитмана.
- Михаэла Манн в роли Эммы.
- Крейг Фергюсон в роли отца Дебры.
- Меган Ори в роли Греты.
- Питер Динклейдж в роли доктора Белбера.
- Бизи Филиппс в роли Алекс.
- Аманда Крю в роли Полли Брюер.

## Список серий
| Номер серии | Название серии на русском            | Название серии на английском         | Дата выхода на ABC |
| ----------- | ------------------------------------ | ------------------------------------ | ------------------ |
| 1 серия     | Пилот                                | Pilot                                | 4 октября 2004     |
| 2 серия     | Младший пилот                        | Pilot Junior                         | 14 октября 2004    |
| 3 серия     | Самые лучшие планы                   | The Best Laid Plans                  | 21 октября 2004    |
| 4 серия     | Переменная облачность, возможен секс | Partly Cloudy, Chance of Sex         | 28 октября 2004    |
| 5 серия     | Секреты и ложь                       | Secrets & Lies                       | 4 ноября 2004      |
| 6 серия     | Стихийные бедствия                   | Natural Disasters                    | 2 декабря 2004     |
| 7 серия     | И с поцелуем я погибаю               | With a Kiss, I Die                   | 9 декабря 2004     |
| 8 серия     | Семейные невзгоды                    | Family Hard-ships                    | 16 декабря 2004    |
| 9 серия     | Маленькая проблема                   | A Little Problem                     | 6 января 2005      |
| 10 серия    | Отрываясь                            | Breaking Away                        | 13 января 2005     |
| 11 серия    | Ты, верно, бредишь                   | You Must be Trippin'                 | 20 января 2005     |
| 12серия     | Друзья не дают друзьям водить хлам   | Friends Don’t Let Friends Drive Junk |                    |
| 13 серия    | Папа Вилли                           | Papa Wheelie                         |                    |

## Критика
Энн Донахью пишет про сериал в Variety: «Озорной и милый взгляд на старшую школу, „Переходный возраст“ так хорош, что вы сразу готовите полку на стеллаже под любимый DVD, потому что знаете — сериал такого типа отменят уже после первых пяти эпизодов».
По мнению обозревателя The New York Times Вирджинии Хеффернан, "«Переходный возраст» позиционируется как сериал о страсти …но затрагивает и её обратную сторону — отвращение …"Переходный возраст" может избежать забытья просто потому, что это хорошее шоу с более хладнокровным, сатирическим взглядом на юность, чем в других подростковых драмах".
Актёрская игра Келли Осборн была положительно оценена критиками: «Несмотря на британский акцент, который то появляется, то пропадает, Келли Осборн демонстрирует гораздо больше способностей как актриса, нежели она демонстрировала когда-либо как певица».